# Ctenoplusia gamma
Ctenoplusia gamma là một loài bướm đêm trong họ Noctuidae.